# Alcea teheranica
Alcea teheranica är en malvaväxtart som beskrevs av Ahmed Ahmad Parsa. Alcea teheranica ingår i släktet stockrosor, och familjen malvaväxter. Inga underarter finns listade i Catalogue of Life.